# Bahnstrecke Brattleboro–South Londonderry
| Gesellschaft: | West River Railroad  |                                 |                                 |
| Streckenlänge: | 58 km                |                                 |                                 |
| Spurweite: | 1435 mm (Normalspur) |                                 |                                 |
| |                      |                                 |                                 |
| \| \| \| \| \| \| \| \| von New London \| \| \| \| \| von Dole Junction \| \| \| \| 0 \| Brattleboro VT (Amtrak) \| Brattleboro VT (Amtrak) \| \| \| \| nach Windsor \| \| \| \| \| West River \| \| \| \| \| West River \| \| \| \| 11 \| West Dummerston VT \| West Dummerston VT \| \| \| 16 \| Williamsville VT \| Williamsville VT \| \| \| 21 \| Newfane VT \| Newfane VT \| \| \| \| West River (Salmon Hole Bridge) \| \| \| \| 27 \| Townshend VT \| Townshend VT \| \| \| 35 \| West Townshend VT \| West Townshend VT \| \| \| 37 \| Wardsboro VT \| Wardsboro VT \| \| \| 43 \| Jamaica VT \| Jamaica VT \| \| \| \| West River \| \| \| \| 51 \| Winhall VT \| Winhall VT \| \| \| 58 \| South Londonderry VT \| South Londonderry VT \| |                      |                                 |                                 |
| |                      |                                 |                                 |
| Strecke |                      | von New London                  | von New London                  |
| Abzweig geradeaus und ehemals von rechts |                      | von Dole Junction               | von Dole Junction               |
| Bahnhof | 0                    | Brattleboro VT (Amtrak)         | Brattleboro VT (Amtrak)         |
| Abzweig ehemals geradeaus und nach rechts |                      | nach Windsor                    | nach Windsor                    |
| Brücke über Wasserlauf (Strecke außer Betrieb) |                      | West River                      | West River                      |
| Brücke über Wasserlauf (Strecke außer Betrieb) |                      | West River                      | West River                      |
| Bahnhof (Strecke außer Betrieb) | 11                   | West Dummerston VT              | West Dummerston VT              |
| Bahnhof (Strecke außer Betrieb) | 16                   | Williamsville VT                | Williamsville VT                |
| Bahnhof (Strecke außer Betrieb) | 21                   | Newfane VT                      | Newfane VT                      |
| Brücke über Wasserlauf (Strecke außer Betrieb) |                      | West River (Salmon Hole Bridge) | West River (Salmon Hole Bridge) |
| Bahnhof (Strecke außer Betrieb) | 27                   | Townshend VT                    | Townshend VT                    |
| Bahnhof (Strecke außer Betrieb) | 35                   | West Townshend VT               | West Townshend VT               |
| Bahnhof (Strecke außer Betrieb) | 37                   | Wardsboro VT                    | Wardsboro VT                    |
| Bahnhof (Strecke außer Betrieb) | 43                   | Jamaica VT                      | Jamaica VT                      |
| Brücke über Wasserlauf (Strecke außer Betrieb) |                      | West River                      | West River                      |
| Bahnhof (Strecke außer Betrieb) | 51                   | Winhall VT                      | Winhall VT                      |
| Kopfbahnhof Streckenende (Strecke außer Betrieb) | 58                   | South Londonderry VT            | South Londonderry VT            |

Die Bahnstrecke Brattleboro–South Londonderry war eine Eisenbahnstrecke in Vermont (Vereinigte Staaten). Sie war 58 Kilometer lang und verband die Städte Brattleboro und South Londonderry. Die Strecke ist vollständig stillgelegt und die Gleise sind abgebaut.

## Geschichte

### Vorgeschichte
Die ersten Planungen für eine Eisenbahn im Tal des West River gehen auf die 1840er Jahre zurück, als man eine Verbindung des Connecticut River und des Lake Champlain plante. Am 1. November 1843 erhielten fünf Geschäftsleute die Konzession für den Bau einer Eisenbahn von Burlington zum Westufer des Connecticut River bei Brattleboro und sie stellten die Champlain and Connecticut River Railroad Company auf. Im November 1847 wurde die Gesellschaft in Rutland and Burlington Railroad Company umbenannt. Die Pläne wurden jedoch gleichzeitig geändert und als Endpunkt am Connecticut River wurde nun nicht mehr Brattleboro, sondern Bellows Falls bestimmt. Hieraus entstand die 1850 eröffnete Bahnstrecke Bellows Falls–Burlington.
Am 13. November 1851 erhielten Geschäftsleute aus dem Tal des West Rivers eine Konzession für eine Eisenbahn von Brattleboro durch das Tal nach entweder Danby, Wallingford, Mt. Holly oder Ludlow, wo jeweils Anschluss an bestehende Bahnen bestanden hätte. Sie gründeten die Wantastiquet Railroad Company, benannt nach dem indianischen Namen für den West River. Die Fristen zur Fertigstellung der Strecke verstrichen jedoch, ohne dass Bauarbeiten stattgefunden hätten.
Die West River Railroad wurde schließlich am 6. November 1867 gegründet und beabsichtigte zunächst, eine Bahnstrecke von Brattleboro am Connecticut River nach Jamaica zu bauen. 1870 wurde die Gesellschaft aufgestellt, aber Gelder für den Bau konnten zunächst nicht aufgebracht werden. Um Kosten zu sparen, entschloss man sich nun, die Strecke als Schmalspurbahn in der Spurweite von drei Fuß (914 mm) zu realisieren. 1876 erweiterte man den Plan und wollte nun bis Whitehall am Lake Champlain bauen, wofür im November die Konzession ausgegeben wurde. Die Strecke sollte von Brattleboro aus durch das Tal des West River verlaufen und von dessen Quellgebiet durch die Green Mountains weiterführen. Man gründete die Gesellschaft daher in Brattleboro and Whitehall Railroad um und begann schließlich am 11. November 1878 mit dem Bau der Strecke, nachdem die Städte Brattleboro und Londonderry Gelder zugesagt hatten. Während der Bauarbeiten ging dennoch das Geld aus und die Gesellschaft wurde im Februar 1880 an die New London Northern Railroad (NLN) und die Central Vermont Railroad (CV) verpachtet. Die NLN sollte den Bau bis South Londonderry finanzieren, die CV sollte den Betrieb auf der Bahn führen. Die CV verpflichtete sich, täglich zwei Züge pro Richtung zu fahren und die Strecke instand zu halten.

### Schmalspurbahn
Der 36 Meilen (58 km) lange Talabschnitt bis South Londonderry wurde am 3. November 1880 eröffnet. Der Weiterbau in Richtung Whitehall unterblieb aus wirtschaftlichen Gründen, da eine normalspurige Strecke vom Connecticut River nach Whitehall über Rutland bereits etwa 20 Kilometer weiter nördlich in Betrieb war. Die Bahn war anfangs sehr beliebt und bekam den Spitznamen „the narrow gauge“ (Schmalspur) bzw. später verkürzt zu „the gauge“ (Spur), da sie die einzige Schmalspurbahn in der Gegend war. Unterbau und Gleisqualität waren offenbar sehr schlecht, sodass sich ständig Entgleisungen und Unterspülungen ereigneten. Aus diesem Grund hatte die Bahn im Volksmund bald einen zweiten Spitznamen: „36 miles of trouble“ (36 Meilen Ärger). Der Fuhrpark der Bahn bestand aus den beiden Lokomotiven „Brattleboro“ und „Londonderry“, zwei kombinierten Personen-Gepäck-Wagen, zwei Personenwagen, 15 geschlossenen und etwa ebenso vielen offenen Güterwagen. Die Lok „J. L. Martin“, benannt nach einem ortsansässigen Unterstützer der Bahn, wurde im Juni 1881 erworben. Am 1. Dezember 1891 übernahm die Central Vermont Railway den vollständigen Pachtvertrag, einschließlich des Anteils der NLN.

### Umspurung und Ende der Bahn
Bereits 1901 forderte die Lyons Granite Company die Umspurung der Bahn auf Normalspur, da die Schmalspurbahn die geförderten Granitmengen nicht mehr bewältigen konnte. Die CV baute noch im gleichen Jahr den Abschnitt von Brattleboro bis zum Steinbruch in West Dummerston auf ein Dreischienengleis um, sodass die Granitzüge auf Normalspurgleisen fahren konnten. 1903 beantragte die Brattleboro&Whitehall, dass der Pachtvertrag mit der CV aufgelöst wird, da die Gesellschaft ihrer Verpflichtung, die Bahn instand zu halten, nicht nachgekommen war und die Strecke und die Fahrzeuge immer mehr verrotteten. 1905 entschied ein Gericht, dass die Bahngesellschaft in Konkurs gehen und verkauft werden sollte, und dass die CV die Strecke auf Normalspur umbauen und sanieren sollte. Eine neue West River Railroad wurde daher am 20. April des Jahres als Tochtergesellschaft der CV gegründet und übernahm im Mai die heruntergewirtschaftete Strecke. Innerhalb von nur einem Tag und bei heftigem Dauerregen spurte man am 30. Juli 1905 die Bahn auf Normalspur um. Am 31. Juli ging die Normalspurstrecke offiziell in Betrieb. Bereits im Vorfeld wurde der Bahndamm saniert. Die Qualität des Bahndamms ließ jedoch weiterhin zu wünschen übrig, sodass einen Monat später ein Stück des Bahndamms unter einem Zug wegbrach, der Zug abstürzte und ein Maschinist getötet wurde.
Der Betrieb endete jäh, als im November 1927 ein Hochwasser im Tal des West River die Strecke weitgehend zerstörte. Trotz der Unwirtschaftlichkeit der Strecke bewilligte die Regierung einen Kredit für den Wiederaufbau. Die Gesellschaft wurde 1930 aus der CV gelöst und betrieb die Strecke in Eigenregie weiter. Am 2. Februar 1931 fuhr der erste Zug. Nur noch ein Mixed Train fuhr in jede Richtung an Montagen, Dienstagen, Donnerstagen und Freitagen, während mittwochs und samstags ein Personenzug verkehrte. Sonntags ruhte der Betrieb gänzlich. Bereits ab dem 27. April 1931 wurde der Personenzug ebenfalls durch Mixed Trains ersetzt. Ab dem 27. September verkehrten Busse im Schienenersatzverkehr. Im Frühjahr 1933 pachtete ein Geschäftsmann aus Greenfield (Massachusetts) die Bahn. Er versuchte, den Personenverkehr ab dem 3. September mit Gasmotortriebwagen wieder in Gang zu bringen. Für einige Monate gelang das, bis der Schnee kam und der Triebwagen nicht mehr funktionierte. 1934 wurde zwar der Betrieb wieder aufgenommen, der Triebwagen brannte jedoch am 1. Juni des Jahres in West Dummerston aus. Auch der Güterverkehr wurde immer spärlicher und im Winter 1934 eingestellt. Ab dem Frühjahr 1935 wurde nur noch Bedarfsgüterverkehr gefahren, wozu im Wesentlichen gelegentliche Granitzüge aus dem Steinbruch in West Dummerston gehörten.
1936 kam jedoch das endgültige Aus und die Stilllegung der Strecke nördlich von West Dummerston. Die Gleise wurden abgebaut und ein Teil der Trasse dient heute als Rad- und Wanderweg. Der übrige Abschnitt wurde an die Vermont White Granite Quarries Inc. verkauft, die den Steinbruch betrieb, und im Herbst 1938 nach einem erneuten Hochwasser stillgelegt.

## Streckenbeschreibung
Die Trasse zweigt nördlich des Bahnhofs Brattleboro aus der noch heute betriebenen Bahnstrecke Brattleboro–Windsor ab und überquert zunächst den West River zwischen der Straßenbrücke des U.S. Highway 5 und der Brücke der Hauptstrecke nach Windsor. Die Fundamente der Eisenbahnbrücke sind noch erhalten. Sie führt weiter entlang des West River, zunächst an dessen östlichem Ufer, in nördliche Richtung. Heute nutzt die Spring Tree Road das Trassee. Der Fluss wird kurz vor dem ersten Bahnhof in West Dummerston erneut überquert. In West Dummerston befand sich ein Anschluss an einen Steinbruch, des größten Güterkunden der Bahn. Entlang der Strecke befanden sich zwei weitere Flussbrücken, nämlich zwischen Newfane und Townshend und in Jamaica. Weitere Kunstbauten waren außer den kurzen Überquerungen einiger in den Fluss mündender Bäche nicht erforderlich. Ein Teil der Trasse wurde für den Ausbau der Staatsstraße 30 verwendet, die übrigen Teile sind zugewachsen oder dienen als Rad-, Wander- oder Fahrweg.

## Unfälle
Aufgrund der schlechten Bauqualität gab es häufig Entgleisungen auf der Strecke. Der erste tödliche Unfall ereignete sich 1884 an der Brücke über den West River bei West Dummerston. Ein Mixed Train entgleiste und der Personenwagen sowie einige Güterwagen stürzten in den Fluss, wobei ein Fahrgast getötet und sieben verletzt wurden. Im gleichen Jahr stieß bei Brattleboro ein Zug mit einer Draisine zusammen, wobei der Draisinenfahrer starb. Im Sommer 1886 brach die Holzbrücke über den West River bei Brattleboro unter einem Zug zusammen. Der Lokführer und ein Fahrgast kamen ums Leben, fünf Personen wurden schwer verletzt. Die Brücke wurde daraufhin durch eine Stahlkonstruktion ersetzt. Der letzte tödliche Unfall ereignete sich 1905 als ein Zug entgleiste, nachdem der kurz vorher sanierte Bahndamm abrutschte. Ein Maschinist des Zuges starb dabei.